# Orde van Georgi Dimitrov (Bulgarije)
De Orde van Georgi Dimitrov (Bulgaars: Орден Георги Димитров, Orden Georgi Dimitrov) werd in Bulgarije op 17 juni 1950 naar Sovjet-Russisch voorbeeld ingesteld. De titel en de versierselen, vrijwel gelijk aan die van de Orde van Lenin, zijn van het Russische voorbeeld overgenomen. Ze bezitten de kenmerken van een socialistische orde.
De onderscheiding werd ingesteld om de eerste communistische dictator van Bulgarije, de in 1949 gestorven stalinist Georgi Dimitrov te eren en werd aan Bulgaren en vreemdelingen verleend voor bijzondere verdienste bij het verdedigen van de vrijheid en onafhankelijkheid van de Bulgaarse volksrepubliek en het opbouwen van het socialisme. Ook unieke bijdragen aan de opbouw van het socialisme deden iemand voor deze onderscheiding in aanmerking komen.

Als bijzondere onderscheiding ontvingen ook de helden van de Socialistische Arbeid ook de Orde van Georgi Dimitrov. Dat komt overeen met de Sovjet-Russische praktijk waarbij een Held van de Sovjet-Unie naast zijn kleine gouden ster ook de Leninorde ontving.
De orde werd na de val van de communistische dictatuur afgeschaft.

## Het versiersel
Het versiersel is een goudkleurig ovaal medaillon met in het midden een gouden portret van Dimitrov tegen een rode achtergrond. Daaromheen is een krans van korenaren, bijeengehouden door een rood lint, geplaatst. Daarop staat "Георги Димитров". Boven de korenaren prijkt een rode vijfpuntige ster, het symbool van het communisme.
Het lint van de orde is rood met lichter rood geschakeerde biesen. Dit lint is, naar Russisch voorbeeld, als een vijfhoek opgemaakt.